# تپه میر اشرف
تپه میر اشرف مربوط به هزاره ۲- دوران‌های تاریخی پس از اسلام است و در غرب جاده قدیم اردبیل به مشکین واقع شده و این اثر در تاریخ ۶ آذر ۱۳۶۲ با شمارهٔ ثبت ۱۶۵۹ به‌عنوان یکی از آثار ملی ایران به ثبت رسیده است.